# Цзяньнаньлу (станция метро)
«Улица Цзяньнань» (англ. Jiannan Road; кит. 劍南路) — станция линии Вэньху Тайбэйского метрополитена, открытая 4 июля 2009. Располагается между станциями «Сиху» и «Дачжи». Находится на территории района Нэйху в Тайбэе.

## Техническая характеристика
Станция «Улица Цзяньнань» — эстакадная с боковыми платформами. Для перехода на противоположную платформу оборудован мостик над путями. На станции имеется три выхода. Два выхода оснащены эскалаторами. Также есть два лифта для пожилых людей и инвалидов. На станции установлены платформенные раздвижные двери.

## Перспективы
В будущем у станции «Улица Цзяньнань» должен появиться переход на Кольцевую линию, которая сейчас находится в стадии проектирования.

## Близлежащие достопримечательности
Недалеко от станции расположены храмы Миншань и Цзяньтань. Также радом находится Парк развлечений Мирамар с колесом обозрения.